# Особливий Закавказький комітет
Особливий Закавказький комітет (ОЗАКОМ) 9 (22) березня — 15 (28) листопада 1917 року — орган Тимчасового уряду Росії для управління Закавказзям. Під юрисдикцією комітету мала знаходитися територія скасованого Тимчасовим урядом Кавказького намісництва.

## Створення
Тимчасовий уряд Росії, що утворився після Лютневої революції 1917 року, прийняв ухвалу про самовизначення націй. 9 (22) березня 1917 з ініціативи закавказьких депутатів 4-ї Державної думи, постановою уряду з членів Державної думи було створено Особливий комітет управління Закавказзя (ОЗАКОМ) під головуванням У. А. Харламова у складі М. Ю. Джафарова, М. І. Пападжанова, К. Г. Абашидзе та П. М. Переверзєва. Пізніше на вимогу Тифліської Ради в ОЗАКОМ замість Переверзєва увійшов авторитетний грузинський меншовик А. І. Чхенкелі, що серйозно зміцнило позиції меншовиків у Закавказзі.
Як повідомлялося в урядовій постанові, ОЗАКОМ повинен був «діяти від імені та з правами Тимчасового уряду… на основах, всенародно оголошених Тимчасовим урядом 6 березня 1917 р., а також для вжиття заходів до влаштування цивільного управління в областях, зайнятих за правом війни на Кавказькому фронті».
Остаточне організаційне оформлення цей орган отримав 30 березня (12 квітня) як Особливий Закавказький комітет (ОЗАКОМ). Комітет підпорядковувався безпосередньо Тимчасовому уряду, виконуючи функції, які раніше на Кавказі здійснювали колишні царські влади. Реальної влади він, однак, не мав. Паралельно з ОЗАКОМом діяли Грузинська та Вірменська національні ради, Мусульманський національний комітет, а також Ради робітничих та солдатських депутатів. Есери і грузинські меншовики, будучи найбільш популярними політичними партіями серед місцевого населення, брали участь у роботі всіх Рад робітничих і солдатських депутатів, які досить швидко виникли в Баку, Кутаїсі та інших великих містах Закавказзя. Вони захопили керівні пости в Крайовій Раді робітничих і селянських депутатів, Крайовій Раді Кавказької армії та виконавчих комітетах, причому есери мали значний вплив на армію. Меншовики, які мали міцні позиції на території Тифліської та Кутаїської губерній, на відміну від більшовиків, виступали за поступальний розвиток революції та спокійну зміну влади.
В економічному центрі Закавказзя — Баку — виникли власні органи влади — Бакинський Тимчасовий виконавчий комітет та Рада робочих депутатів, головою якого було обрано більшовика С. Г. Шаумяна. Позиції меншовиків тут були дуже слабкими, але досить швидко почали набирати вагу Мусават і Дашнакцутюн, які почали успішно конкурувати з більшовиками. 26 квітня (9 травня) Тимчасовий уряд постановив створити пост генерального комісара Західної Вірменії, якому передавалося управління на окупованій московською армією території Західної Вірменії.
До літа 1917 року проявилася залежність крайової влади від місцевих політичних сил, зосереджених у Радах, що призвело до її поступливості при вирішенні національних, робітничих та аграрних питань.

## Жовтневий переворот
28 жовтня (10 листопада), через кілька днів після повалення Тимчасового уряду в результаті Жовтневого перевороту, ОЗАКОМ оголосив, що «в Петрограді сталася криза влади внаслідок появи більшовиків, робітників, а також гарнізону», і закликав тифліського губернського комісара вжити «найрішучіших заходів до збереження порядку і спокою», не допускати «жодних порушень і будь-яких стихійних дій», а також роз'яснювати «населенню всю шкоду безпорядку», викликану «захопленням влади напередодні виборів до Всеросійських установчих зборів».
29 жовтня (11 листопада) ОЗАКОМ утворив «Тимчасовий комітет громадської безпеки», до складу якого увійшли представники великої кількості різних антибільшовицьких організацій, зокрема меншовиків, есерів, дашнаків, грузинських соціал-федералістів і «мусульманських організацій».
11 (24) листопада в Тифлісі відбулася нарада з питань організації місцевої влади в Закавказзі, де було вирішено створити «Самостійний уряд Закавказзя» — Закавказький комісаріат. На зустрічі були присутні представники політичних партій, Крайової і Тбіліської рад, ОЗАКОМ, командуючий Кавказьким фронтом, союзників (англійські та французькі військові представники при штабі Кавказької армії) і консул США. Серед політичних партій виділялися Соціал-демократична партія Грузії (меншовиків), Мусават, Дашнакцутюн, Соціалісти-революціонери. Більшовики бойкотували роботу зборів, оголосивши на ньому лише заяву Кавказького крайкому партії, в якій говорилося про підтримку революції в Петрограді і визнання радянської влади.
15 (28) листопада був створений Закавказький комісаріат на чолі з грузинським меншовиком Євгеном Петровичем Гегечкорі. Того ж дня ОЗАКОМ склав повноваження з управління регіоном.

## Список членів ОЗАКОМу
- В. Я. Харламов — від партії кадетів, голова.
- М. І. Пападжанов — від партії Дашнакцутюн і кадетів.
- М. Ю. Джафаров — від партії Мусават.
- А. І. Чхенкели — від партії меньшовиків.
- К. Г. Абашидзе — від партії соціал-федералістів.

### Комісари
- Алі бек Гарун бек огли Зізикський